# Cilindro parabolico
In energetica il cilindro parabolico è una tecnologia che utilizza l'energia solare incidente ed una tecnica di concentrazione solare per ottenere temperature di 200-300 °C. Con dette temperature, si può produrre acqua calda per uso domestico e per integrazione al riscaldamento. È pure possibile fare funzionare un motore Stirling per la produzione di energia: il calore infatti fa espandere un gas che spinge un pistone, che a sua volta aziona il compressore.

## Descrizione
Per ottenere le cosiddette medie temperature (100-300 °C), bisogna concentrare i raggi su una caldaia tubolare, per mezzo di specchi curvi o strisce di specchi. La caldaia tubolare, è preferibile costruirla sottovuoto e proteggerla col vetro piran. Per contenere l'energia di funzionamento, è necessario inoltre far coincidere il fuoco della parabola con il baricentro della struttura, onde ridurre al massimo la forza necessaria per la rotazione.
Il cilindro parabolico è costituito da:
- Una superficie a specchio, cioè una struttura ricurva rivestita di specchi;
- Una caldaia, costituita da un tubo disposto lungo il fuoco della parabola, al cui interno scorre aria o acqua, che viene riscaldata dal calore dei raggi;
- Un meccanismo di puntamento, che fa ruotare l'apparecchio per seguire il corso del Sole, tramite due rivelatori di luce, che in contrasto tra loro, danno il consenso al corretto puntamento.

Col cilindro parabolico, rispetto ai pannelli piani, si hanno alcuni vantaggi:
- Il primo, che con l'inseguimento costante del sole, rispetto alla superficie fissa, si ha una superficie esposta al sole di circa il 53 % in più.
- Il secondo, che più distanti si opera dalla temperatura di saturazione, maggiore è la resa.
- Il terzo, il rinnovo o manutenzione del sistema, è poco oneroso. Ossia, cambiando caldaia tubolare e superficie riflettente ogni 10-12 anni si rimette a nuovo il cilindro parabolico a spesa modica.

Questo cilindro parabolico che si vede in foto, ha una superficie apparente di 20 m2, (vera di 27 m2). Esso è in funzione dagli anni 70.